# جایزه اسکار بهترین موزیکال
جایزه اسکار بهترین موزیکال (انگلیسی: Academy Award for Best Original Musical) (با نام‌های سابق امتیازآوری تصویر موزیکال، بهترین امتیاز آهنگ ارجینال و امتیاز اقتباس و بهترین امتیاز آهنگ ارجینال) یکی از بخش‌های هنوز موجود جوایز آکادمی اسکار است که البته تا هنگامی که زمینه مناسب کمی و کیفی برای اهدای جایزه مهیا نباشد، اهدا نمی‌شود.
براساس قوانین آکادمی، بهترین موزیکال ارجینال این‌طور تعریف شده است: یک موزیکال ارجینال نباید کمتر از پنج آهنگ ارجینال اثر یک نویسنده یا تیمی از نویسندگان داشته باشد. همین‌طور نباید به عنوان صدای زمینه یا اجرای بصری باشد. هرکدام از این آهنگ‌ها باید به وضوح قابل شنیدن و قابل فهم باشند و ارائه شده باشند تا از خط داستانی تصاویر فراتر بروند. گروهی از آهنگ‌های غیرمرتبط با خط داستانی، نمی‌توانند واجد شرایط این بخش باشند.
این جایزه هیچ‌گاه تحت نام فعلی‌اش اهدا نشده است. آخرین باری که بهترین آهنگ ارجینال برای این جایزه انتخاب شد، در پنجاه و هفتمین دوره جوایز اسکار بود که به فیلم باران ارغوانی (۱۹۸۴) اهدا شد.

## برندگان و نامزدها

### دهه ۱۹۴۰
- ۱۹۴۱
  - امتیازآوری یک فیلم موزیکال: دامبو – فرانک چرچیل، اولیور والاس
    - All-American Co-Ed – ادوارد وارد
    - Birth of the Blues – Robert Emmett Dolan
    - Buck Privates – چارلز پره‌وین
    - The Chocolate Soldier – هربرت استوتهارت، برانیسلاو کاپر
    - Ice-Capades – سای فوئر
    - زنی با موهای شرابی بلوند – هاینتس اریک رومهلد
    - Sun Valley Serenade – امیل نیومن
    - سانی – Anthony Collins
    - You'll Never Get Rich – موریس استولوف
- ۱۹۴۲
  - امتیازآوری یک فیلم موزیکال: احمق آمریکایی خوش‌تیپ – ری هایندورف، هاینتس اریک رومهلد
    - Flying with Music – ادوارد وارد
    - For Me و My Gal – راجر ایدنس، جرجی استول
    - مسافرخانه تعطیلات (فیلم) – Robert Emmett Dolan
    - It Started with Eve – هانس جی. سالتر، چارلز پره‌وین
    - Johnny Doughboy – والتر شارف
    - My Gal Sal – آلفرد نیومن
    - دوست‌داشتنی‌تر از این نبودی – لی هارلاین
- ۱۹۴۳
  - امتیازآوری یک فیلم موزیکال: This Is the Army – ری هایندورف
    - Coney Island – آلفرد نیومن
    - Hit Parade of 1943 – والتر شارف
    - شبح اپرا – ادوارد وارد
    - سلام برادران – Charles Wolcott, ادوارد اچ. پلامب، پل اسمیت
    - The Sky's the Limit – لی هارلاین
    - Something to Shout About – موریس استولوف
    - Stage Door Canteen – Frederic E. Rich
    - Star Spangled Rhythm – Robert Emmett Dolan
    - Thousands Cheer – هربرت استوتهارت
- ۱۹۴۴
  - امتیازآوری یک فیلم موزیکال: دختر مدل – موریس استولوف، کارمن دراگن
    - برزیل – والتر شارف
    - Higher و Higher – C. Bakaleinikoff
    - ناهارخوری هالیوود – ری هایندورف
    - Irish Eyes Are Smiling – آلفرد نیومن
    - Knickerbocker Holiday – Werner R. Heymann, کورت وایل
    - بانویی در تاریکی – Robert Emmett Dolan
    - Lady, Let's Dance – ادوارد جی. کی
    - مرا در سنت لوئیس ملاقات کن – جرجی استول
    - The Merry Monahans – هانس جی. سالتر
    - Minstrel Man – Ferde Grofe, Leo Erdody
    - Sensations of 1945 –  Mahlon Merrick
    - Song of the Open Road – چارلز پره‌وین
    - Up in Arms – ری هایندورف، Louis Forbes
- ۱۹۴۵
  - امتیازآوری یک فیلم موزیکال: لنگرها را بکشید – جرجی استول
    - Belle of the Yukon – Arthur Lange
    - Can't Help Singing – جروم کرن (فهرست نامزدان و برندگان جایزه اسکار پس از مرگ), هانس جی. سالتر
    - Hitchhike to Happiness – Morton Scott
    - Incendiary Blonde – Robert Emmett Dolan
    - راپسودی در بلو – ری هایندورف، ماکس اشتاینر
    - State Fair – آلفرد نیومن، Charles Henderson
    - Sunbonnet Sue – ادوارد جی. کی
    - سه کابالرو – Charles Wolcott, ادوارد اچ. پلامب، پل اسمیت
    - Tonight و Every Night – Marlin Skiles, موریس استولوف
    - Why Girls Leave Home – Walter Greene
    - Wonder Man – ری هایندورف، Lou Forbes
- ۱۹۴۶
  - امتیازآوری یک فیلم موزیکال: داستان جولسون – موریس استولوف
    - آسمان‌های آبی – Robert Emmett Dolan
    - Centennial Summer – آلفرد نیومن
    - The Harvey Girls – لنی هیتون
    - شب و روز – ری هایندورف، ماکس اشتاینر
- ۱۹۴۷
  - امتیازآوری یک فیلم موزیکال: Mother Wore Tights – آلفرد نیومن
    - Fiesta – جانی گرین
    - My Wild Irish Rose – ری هایندورف، ماکس اشتاینر
    - Road to Rio – Robert Emmett Dolan
    - ترانه جنوب – دنیل آمفی‌تئاتروف، پل اسمیت, Charles Wolcott
- ۱۹۴۸
  - امتیازآوری یک فیلم موزیکال: Easter Parade – جانی گرین، راجر ایدنس
    - The Emperor Waltz – ویکتور یانگ
    - دزد دریایی – لنی هیتون
    - Romance on the High Seas – ری هایندورف
    - وقتی عزیزم به من لبخند می‌زند (فیلم) – آلفرد نیومن
- ۱۹۴۹
  - امتیازآوری یک فیلم موزیکال: در جستجوی تفریحات شهری – راجر ایدنس، لنی هیتون
    - Jolson Sings Again – موریس استولوف، جورج دانینگ
    - جستجو (۱۹۴۹ فیلم) – ری هایندورف

### دهه ۱۹۵۰
- ۱۹۵۰
  - امتیازآوری یک فیلم موزیکال: آنی تفنگت را می‌گیرد – آدولف دویچ، راجر ایدنس
    - سیندرلا – اولیور والاس، پل اسمیت
    - I'll Get By – لایونل نیومن
    - Three Little Words – آندره پره‌وین
    - The West Point Story – ری هایندورف
- ۱۹۵۱
  - امتیازآوری یک فیلم موزیکال: یک آمریکایی در پاریس – جانی گرین، سال چاپلین
    - آلیس در سرزمین عجایب – اولیور والاس
    - کاراسوی بزرگ – Peter Herman Adler, جانی گرین
    - On the Riviera – آلفرد نیومن
    - قایق نمایشی – آدولف دویچ، کانرد سالینجر
- ۱۹۵۲
  - امتیازآوری یک فیلم موزیکال: با یک ترانه در قلب من – آلفرد نیومن
    - هانس کریستین اندرسن – والتر شارف
    - خواننده جاز – ری هایندورف، ماکس اشتاینر
    - The Medium – جیان کارلو منوتی
    - آواز در باران – لنی هیتون
- ۱۹۵۳
  - امتیازآوری یک فیلم موزیکال: Call Me Madam – آلفرد نیومن
    - واگن دسته موزیک – آدولف دویچ
    - Calamity Jane – ری هایندورف
    - The 5,000 Fingers of Dr. T – فردریک هالندر، موریس استولوف
    - Kiss Me Kate – آندره پره‌وین، سال چاپلین
- ۱۹۵۴
  - امتیازآوری یک فیلم موزیکال: هفت عروس برای هفت برادر – آدولف دویچ، سال چاپلین
    - Carmen Jones – هرشل برک گیلبرت
    - داستان گلن میلر – Joseph Gershenson, هنری مانچینی
    - ستاره‌ای متولد شده است – ری هایندورف
    - هیچ شغلی مثل نمایش نیست – آلفرد نیومن، لایونل نیومن
- ۱۹۵۵
  - امتیازآوری یک فیلم موزیکال: اکلاهما! – رابرت راسل بنت، Jay Blackton, آدولف دویچ
    - بابا لنگ‌دراز – آلفرد نیومن
    - مردها و عروسک‌ها – Jay Blackton, سیریل جی. ماکریج
    - هوا همیشه مناسب است – آندره پره‌وین
    - دوستم داشته باش یا ترکم کن – پرسی فیث، جرجی استول
- ۱۹۵۶
  - امتیازآوری یک فیلم موزیکال: پادشاه و من – آلفرد نیومن، کن داربی
    - The Best Things in Life Are Free – لایونل نیومن
    - سرگذشت ادی دوچین – موریس استولوف، جورج دانینگ
    - قشر مرفه – جانی گرین، سال چاپلین
    - Meet Me in Las Vegas – جرجی استول، جانی گرین
- ۱۹۵۷
  - اهدا نشد
- ۱۹۵۸
  - امتیازآوری یک فیلم موزیکال: ژی‌ژی – آندره پره‌وین
    - تالار بولشوی – Yuri Faier, Gennady Rozhdestvensky
    - Damn Yankees – ری هایندورف
    - ماردی گرا – لایونل نیومن
    - آرام جنوبی – آلفرد نیومن، کن داربی
- ۱۹۵۹
  - امتیازآوری یک فیلم موزیکال: پورگی و بس – آندره پره‌وین، کن داربی
    - The Five Pennies – لیت استیونز
    - Li'l Abner – نلسون ریدل، Joseph J. Lilley
    - Say One for Me – لایونل نیومن
    - زیبای خفته – جرج برانس

### دهه ۱۹۶۰
- ۱۹۶۰
  - امتیازآوری یک فیلم موزیکال: ترانه بی‌پایان – موریس استولوف، هری ساکمن
    - Bells Are Ringing – آندره پره‌وین
    - کن کن – نلسون ریدل
    - بیا عشق بورزیم – لایونل نیومن، ارل هیگن
    - Pepe – جانی گرین
- ۱۹۶۱
  - امتیازآوری یک فیلم موزیکال: داستان وست ساید – سال چاپلین، جانی گرین، سید رمین، اروین کاستل
    - Babes in Toyland – جرج برانس
    - Flower Drum Song – آلفرد نیومن، کن داربی
    - Khovanshchina – دمیتری شوستاکوویچ
    - بلوز پاریس – دوک الینگتون
- ۱۹۶۲
  - امتیازآوری اقتباس یا برداشت موسیقایی: مرد موسیقی – ری هایندورف
    - Billy Rose's Jumbo – جرجی استول
    - Gigot – Michel Magne
    - Gypsy – Frank Perkins
    - The Wonderful World of the Brothers Grimm – لی هارلاین
- ۱۹۶۳
  - امتیازآوری اقتباس یا برداشت موسیقایی: ایرما خوشگله – آندره پره‌وین
    - Bye Bye Birdie – جانی گرین
    - نوع جدید عشق – لیت استیونز
    - یکشنبه‌ها و سیبل – موریس ژار
    - شمشیر در سنگ – جرج برانس
- ۱۹۶۴
  - امتیازآوری اقتباس یا برداشت موسیقایی: بانوی زیبای من – آندره پره‌وین
    - شب‌زنده‌داری با بزن و بکوب – جرج مارتین
    - مری پاپینز – اروین کاستل
    - Robin و the 7 Hoods – نلسون ریدل
    - مالی براونی که غرق‌شدنی نیست – Robert Armbruster, لئو آرنود، Jack Elliott, Jack Hayes, Calvin Jackson, لئو شوکن
- ۱۹۶۵
  - امتیازآوری اقتباس یا برداشت موسیقایی: اشک‌ها و لبخندها – اروین کاستل
    - کت بالو – فرنک د وال
    - The Pleasure Seekers – لایونل نیومن، الکساندر کارج
    - هزاران دلقک – Don Walker
    - چترهای شربورگ – میشل لوگران
- ۱۹۶۶
  - امتیازآوری اقتباس یا برداشت موسیقایی: A Funny Thing Happened on the Way to the Forum – کن تورن
    - انجیل به روایت متی – لوئیس باکالوو
    - Return of the Seven – المر برنستاین
    - The Singing Nun – هری ساکمن
    - Stop the World - I Want to Get Off – Al Ham
- ۱۹۶۷
  - امتیازآوری اقتباس یا برداشت موسیقایی: کملوت – آلفرد نیومن، کن داربی
    - دکتر دولیتل – لایونل نیومن، الکساندر کارج
    - حدس بزن چه‌کسی برای شام می‌آید – فرنک د وال
    - میلی کاملاً مدرن – آندره پره‌وین، Joseph Gershenson
    - دره عروسک‌ها – جان ویلیامز
- ۱۹۶۸
  - امتیاز موزیکال ارجینال یا اقتباسی: الیور! – امتیاز اقتباس اثر جانی گرین
    - Finian's Rainbow – امتیاز اقتباس اثر ری هایندورف
    - دختر شوخ – امتیاز اقتباس اثر والتر شارف
    - ستاره! (فیلم) – امتیاز اقتباس اثر لنی هیتون
    - The Young Girls of Rochefort – موسیقی و امتیاز اقتباس اثر میشل لوگران؛ اشعار از ژاک دمی
- ۱۹۶۹
  - امتیاز موزیکال ارجینال یا اقتباسی: سلام، دالی! – امتیاز اقتباس اثر لنی هیتون و لایونل نیومن
    - خداحافظ، آقای چپیس – موسیقی و شعر از لسلی بریکوس؛ امتیاز اقتباس اثر جان ویلیامز
    - واگنت را رنگ کن – امتیاز اقتباس اثر نلسون ریدل
    - Sweet Charity – امتیاز اقتباس اثر سی کولمن
    - مگر آن‌ها اسب‌ها را خلاص نمی‌کنند؟ – امتیاز اقتباس اثر جانی گرین و Albert Woodbury

### دهه ۱۹۷۰
- ۱۹۷۰
  - امتیاز ترانه ارجینال: بگذار باشد – بیتلز
    - The Baby Maker – موسیقی از فرد کارلین؛ اشعار از Tylwyth Kymry
    - A Boy Named Charlie Brown – موسیقی از Rod McKuen, John Scott Trotter؛ اشعار از Rod McKuen, بیل ملندز؛ Al Shean؛ امتیاز اقتباس اثر Vince Guaraldi
    - Darling Lili – موسیقی از هنری مانچینی؛ اشعار از جانی مرسر
    - اسکروج – موسیقی و شعر از لسلی بریکوس؛ تنظیم/ اقتباس از Ian Fraser و Herbert W. Spencer
- ۱۹۷۱
  - امتیاز ترانه ارجینال یا اقتباسی: ویولون‌زن روی بام – امتیاز اقتباس اثر جان ویلیامز
    - تختخواب سحرآمیز – امتیاز آهنگ اثرریچارد ام. شرمن، رابرت بی. شرمن؛ امتیاز اقتباس اثر اروین کاستل
    - The Boy Friend – امتیاز اقتباس اثر پیتر مکسول دیویس، Peter Greenwell
    - پیوتر ایلیچ چایکوفسکی – امتیاز اقتباس اثر دمیتری تیومکین
    - ویلی وانکا و کارخانه شکلات‌سازی – امتیاز آهنگ اثرلسلی بریکوس، آنتونی نیولی؛ امتیاز اقتباس اثر والتر شارف
- ۱۹۷۲
  - امتیاز ترانه ارجینال یا اقتباسی: کاباره – امتیاز اقتباس اثر رالف برنز
    - بانو بلوز می‌خواند – امتیاز اقتباس اثر Gil Askey
    - مردی از لا مانتا – امتیاز اقتباس اثر لورنس روزنتال
- ۱۹۷۳
  - امتیاز ترانه ارجینال یا اقتباسی: نیش – امتیاز اقتباس اثر ماروین هملیش
    - Jesus Christ Superstar – امتیاز اقتباس اثر آندره پره‌وین، Herbert W. Spencer و اندرو لوید وبر
    - تام سایر – امتیاز آهنگ اثرریچارد ام. شرمن و رابرت بی. شرمن؛ امتیاز اقتباس اثر جان ویلیامز
- ۱۹۷۴
  - امتیاز ترانه ارجینال یا اقتباسی: گتسبی بزرگ – امتیاز اقتباس اثر نلسون ریدل
    - شازده کوچولو – امتیاز آهنگ اثرآلن جی لرنر و فردریک لووه؛ امتیاز اقتباس اثر Angela Morley و Douglas Gamley
    - شبح بهشت – امتیاز آهنگ اثر پال ویلیامز؛ امتیاز اقتباس اثر پال ویلیامز و George Aliceson Tipton
- ۱۹۷۵
  - امتیاز ترانه ارجینال یا اقتباسی: بری لیندون – امتیاز اقتباس اثر لئونارد روزنمن
    - Funny Lady – امتیاز اقتباس اثر پیتر متز
    - تامی – امتیاز اقتباس اثر پیت تاونزند
- ۱۹۷۶
  - امتیاز ترانه ارجینال و اقتباس از آن یا امتیاز اقتباس: در راه افتخار – امتیاز اقتباس اثر لئونارد روزنمن
    - باگزی مالون – امتیاز آهنگ و اقتباس اثر پال ویلیامز
    - ستاره‌ای متولد شده است – امتیاز اقتباس اثر Roger Kellaway
- ۱۹۷۷
  - امتیاز ترانه ارجینال و اقتباس از آن یا امتیاز اقتباس: A Little Night Music – امتیاز اقتباس اثر جاناتان تانیک
    - Pete's Dragon – امتیاز آهنگ اثر ال کاشا و جوئل هرشهورن؛ امتیاز اقتباس اثر اروین کاستل
    - The Slipper و the Rose—The Story of Cinderella – امتیاز آهنگ اثر ریچارد ام. شرمن و رابرت بی. شرمن؛ امتیاز اقتباس اثر Angela Morley
- ۱۹۷۸
  - امتیاز اقتباس: داستان بادی هولی – جو رنزتی
    - Pretty Baby – جری وکسلر
    - The Wiz – کوئینسی جونز
- ۱۹۷۹
  - امتیاز ترانه ارجینال و اقتباس از آن یا امتیاز اقتباس: اینطور چیزها – امتیاز اقتباس اثر رالف برنز
    - گسستن – امتیاز اقتباس اثر پاتریک ویلیامز
    - The Muppet Movie – امتیاز آهنگ اثرپال ویلیامز و کنت آشر؛ امتیاز اقتباس اثر پال ویلیامز

### دهه ۱۹۸۰
- ۱۹۸۲
  - امتیاز ترانه ارجینال و اقتباس از آن یا امتیاز اقتباس: ویکتور ویکتوریا – امتیاز آهنگ اثر هنری مانچینی، لسلی بریکوس امتیاز اقتباس اثر هنری مانچینی
    - Annie – امتیاز اقتباس اثر رالف برنز
    - یکی از قلب – امتیاز آهنگ اثرتام ویتس
- ۱۹۸۳
  - امتیاز ترانه ارجینال یا اقتباس: ینتل – امتیاز آهنگ اثر میشل لوگران، آلن و مرلین برگمن، آلن و مرلین برگمن
    - The Sting II – امتیاز اقتباس اثر لالو شیفرین
    - اماکن تجاری (فیلم) – امتیاز اقتباس اثر المر برنستاین
- ۱۹۸۴
  - امتیاز ترانه ارجینال: باران ارغوانی – پرینس
    - The Muppets Take Manhattan – Jeff Moss
    - ترانه‌سرا – کریس کریستوفرسون